# Elon Lindenstrauss
Elon Lindenstrauss (hebrejsko אילון לינדנשטראוס), izraelski matematik, * 1. avgust 1970, Jeruzalem, Izrael.
Lindenstrauss je leta 2010 prejel Fieldsovo medaljo na Mednarodnem matematičnem kongresu v indijskem Hiderabadu.
Raziskuje na področju dinamike, še posebej na področju ergodične teorije in njenih uporab v teoriji števil. Skupaj Anatolom Katokom in Manfredom Einsiedlerjem je veliko prispeval k razvoju dokaza nerešene Littlewoodove domneve iz okoli leta 1930.